# Processo de cassação de André Vargas
O processo de cassação de André Vargas consiste em um processo por quebra de decoro parlamentar. Vargas foi acusado por envolvimento com o doleiro Alberto Youssef, preso e condenado na Operação Lava Jato.

## Cassação

### Negócios com doleiro
De acordo com a Polícia Federal (PF), Vargas era sócio em negócios ilícitos de Youssef, como o laboratório de fachada Labogen, usado para lavar 113,38 milhões de dólares em contratos de câmbio fictícios. Conforme as investigações, os dois trabalhavam para enriquecer juntos, fraudando contratos com o governo federal. Mensagens de celular interceptadas pela PF evidenciaram que Vargas, que se referia ao doleiro como "irmão", exercia seu poder para cobrar compromissos de Youssef. O jornal Folha de S. Paulo revelou que Vargas chegou a viajar em férias usando um jatinho fretado pelo doleiro.

### Resultado dos votos
Em 10 de dezembro de 2014, o placar eletrônico do plenário da Câmara registrou 359 votos favoráveis pela cassação e somente um contrário, o voto do deputado José Airton (PT-CE), e seis abstenções. Para que Vargas perdesse o mandato, era necessário que, ao menos, 257 deputados votassem a favor da cassação.

## Defesa
Devido à ausência de André Vargas, e de seu advogado, Michel Saliba, o deputado Eurico Júnior (PV-RJ) exerceu a função de advogado ad hoc do deputado.
| “ | Fui indicado a contragosto, mas faço esse papel para cumprir uma necessidade regimental | ” |

Eurico leu a defesa apresentada pelo deputado na Comissão de Constituição e Justiça e de Cidadania (CCJ) quando do julgamento do recurso contra o parecer do Conselho de Ética.